# Hörbyortens konsumtionsförening
Hörbyortens konsumtionsförening var en konsumentförening i Hörby, aktiv 1919–1963.

## Historik
En kortlivad konsumtionsförening kallad Hörby kooperativa handelsförening bildades den 16 februari 1908. Den upphörde dock efter några år.
Istället bildades Hörby nya kooperativa handelsförening den 18 mars 1917. Föreningen bedömde dock inledningsvis att varumarknaden inte var gynnsam för förening och valde därför att vänta något år innan man öppnade sin första affär. Affären öppnades slutligen i oktober 1919.
Den 1 juli 1929 öppnades en filial i Oderup. Den 27 oktober 1930 öppnades en filial i Bjärsjölagård, belägen i konditors Håkanssons fastighet där.
År 1941 hade föreningen butiker i Hörby, Linderöd, Oderup, Löberöd, Bjärsjölagård och Fränninge. Hösten 1943 bestämde man sig även för att öppna en filial i Harlösa.
Den 1 januari 1948 införde föreningen ett förvaltningsråd. I samband med detta ändrades även föreningens namn till Hörbyortens konsumtionsförening.
År 1963 gick Hörbyortens konsumtionsförening ihop med Konsumentföreningen Eslöv med omnejd och Höörs konsumtionsförening för att bilda Konsum Mellanskåne. Under 1960-talet avvecklade Konsum Mellanskåne alla Hörbyföreningens tidigare försäljningsställen utom Hörby.